# Adlerberg
Adlerberg (ryska: Адлерберг) är en svensk adelsätt från Sillerud i Värmland.

## Historik
Ättens stamfader är en Ersmus som var från Swebyn i Sillerud, varifrån hans ättlingar upptog namnet Swebilius. Hans sonson Göran Eriksson var berkevärv i Värmland och anställd av Oxenstierna som fogde. Den senares hustru var Ingeborg Larsdotter, född i Rostad i Närke och dotter till en löjtnant. Ett av deras barn var Olof Svebilius, som blev ärkebiskop. Ärkebiskop Svebilius var gift med Elisabeth Gyllenadler, som var dotter till Samuel Enander och en dotter till Jonas Petri Gothus. Deras barn adlades 1684 och sönerna introducerades på Riddarhuset 1686.
Carl Gustaf Adlerberg var 1807–1808 svenskt sändebud vid beskickningen i London.
En sonson till ärkebiskopen, Erik Adlerberg, flyttade till Estland, inskrevs på dess riddarhus, och blev stamfader för den ryska grenen, till vilken generalguvernören över Finland, greve Nikolaj Adlerberg (1819–1892), hörde. Ätten fortlever i Ryssland och i rysk emigration, men är utslocknad i Sverige.

## Personer med efternamnet Adlerberg
- Carl Gustaf Adlerberg (1763–1814), svensk diplomat
- Julia Adlerberg (1760–1839), kejserlig rysk guvernant, hovdam
- Nikolaj Adlerberg (1819–1892), rysk generalguvernör över Finland

## Släktträd
- Vladimir Adlerberg (1793–1884)
  - Nikolaj Adlerberg (1819–1892) ∞ Amalie von Lerchenfeld